# Mijaíl Tishko
Mijaíl Alexéyevich Tishko –en ruso, Михаил Алексеевич Тишко– (Járkov, 15 de enero de 1959) es un deportista soviético que compitió en esgrima, especialista en la modalidad de espada.
Participó en los Juegos Olímpicos de Seúl 1988, obteniendo una medalla de bronce en la prueba por equipos (junto con Andrei Shuvalov, Pavel Kolobkov, Vladimir Reznichenko e Igor Tijomirov).
Ganó cuatro medallas en el Campeonato Mundial de Esgrima entre los años 1985 y 1990.

## Palmarés internacional
| Juegos Olímpicos   | Juegos Olímpicos     | Juegos Olímpicos  | Juegos Olímpicos   |
| Año                | Lugar                | Medalla           | Prueba             |
| ------------------ | -------------------- | ----------------- | ------------------ |
| 1988               | Seúl (Corea del Sur) | Medalla de bronce | Espada por equipos |
| Campeonato Mundial |                      |                   |                    |
| Año                | Lugar                | Medalla           | Prueba             |
| 1985               | Barcelona (España)   | Medalla de bronce | Espada por equipos |
| 1986               | Sofía (Bulgaria)     | Medalla de plata  | Espada por equipos |
| 1987               | Lausana (Suiza)      | Medalla de oro    | Espada por equipos |
| 1990               | Lyon (Francia)       | Medalla de bronce | Espada por equipos |